# Tabris
 (juin 2021).
Tabris est un ange de la Kabbale qui aurait été créé à partir d'une plume de Satan lorsqu'il chuta, il a pour mission d'obtenir un mot de pardon de lui afin d'assurer sa rédemption à la fin des temps.

Il est l'ange du libre-arbitre.

## Personnages de fiction homonymes
- Tabris est le 17e ange de la série animée japonaise Evangelion. Il y est également appelé Kaworu Nagisa.
- Tabris, Dans le film Syrial et la série Noob, est une sorte de super soldat dont la démesure de la puissance n'a d'égal que le caractère incontrôlable.